# Пандемія (настільна гра)
Пандемія (англ. Pandemic) — кооперативна настільна гра, розроблена Меттом Лікоком і вперше опублікована Z-Man Games у США у 2008 році. Пандемія заснована на передумові, що у світі спалахнули чотири захворювання, кожне з яких загрожує знищити регіон. У гру можуть грати два-чотири гравці, кожен з яких грає одну з семи можливих ролей: диспетчер, доктор, вчений, дослідник, експерт з операцій, планувальник надзвичайних ситуацій або карантинний фахівець. Мета гри полягає у тому, щоб за допомогою об'єднаних зусиль усіх гравців виявити всі чотири вакцини, для кожної хвороби, до того часу коли настане одна з умов програшу гри. 
Три доповнення, Пандемія: на межі, Пандемія: в лабораторії, і Пандемія: надзвичайний стан, спільно розроблені Меттом Лікоком і Томом Леманном, кожне додає кілька нових ролей та спеціальних подій, а також коригує правила, таким чином, аби дозволити грати 5 гравця або грати в декількох командах. Крім того, додано кілька доповнень правил, які називаються «наборами викликів».
Пандемія вважається однією з найуспішніших кооперативних настільних ігор що досягла продажів на основному ринку та суміщує тип глибокої стратегії, запропонованої попередніми кооперативними іграми, такими як Arkham Horror, у гру, яку за невеликий час може зіграти багато гравців.
Після випуску доповнень також було випущено декілька спінофів, які є самостійними іграми. Найбільший спіноф — Пандемія Спадщина: 1 сезон, що додає поточну сюжетну лінію та постійні зміни в грі, вже деякий час високо оцінюється вебсайтом Board Game Geek у рейтингу настільних ігор. 
Лікок почав розробляти гру у 2004 році, коли зрозумів, що змагальні настільні ігри шкодять його стосункам із дружиною; він розробляв гру беручи за основи для механік події спалаху ГРВІ 2002–2004 років.
Також видавництвом Aconyte Books в вересні 2021-го було опубліковано «Pandemic: Patient Zero» — роман по грі, написаний Амандою Бріджмен.
Сама гра, а також доповнення Пандемія: На Межі та самостійна версія Пандемія Спадщина: Сезон 1 були перекладені й видані українською мовою видавництвом Ігромаг.

## Ігровий процес

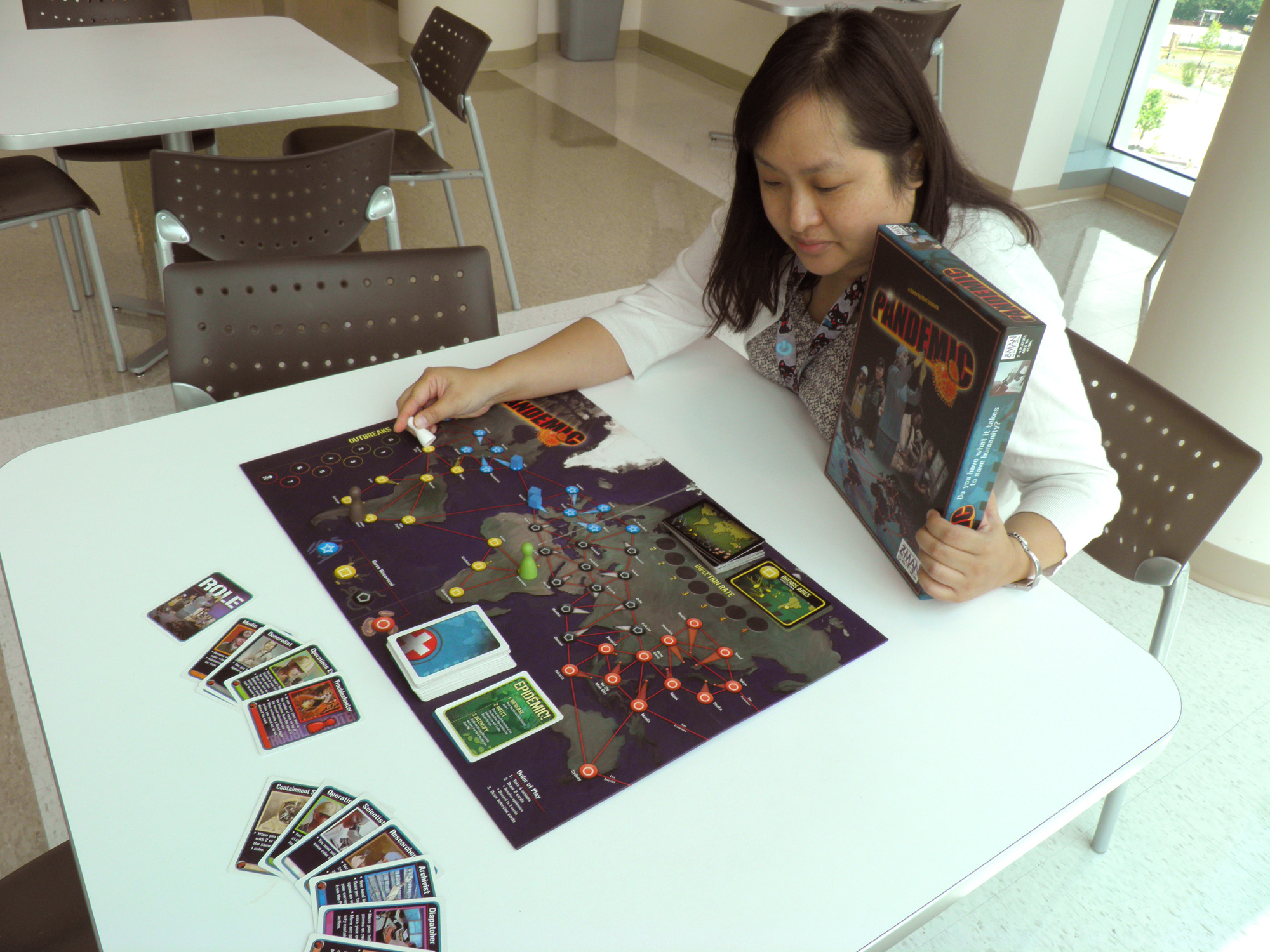
Підготовка до ігрової сесії

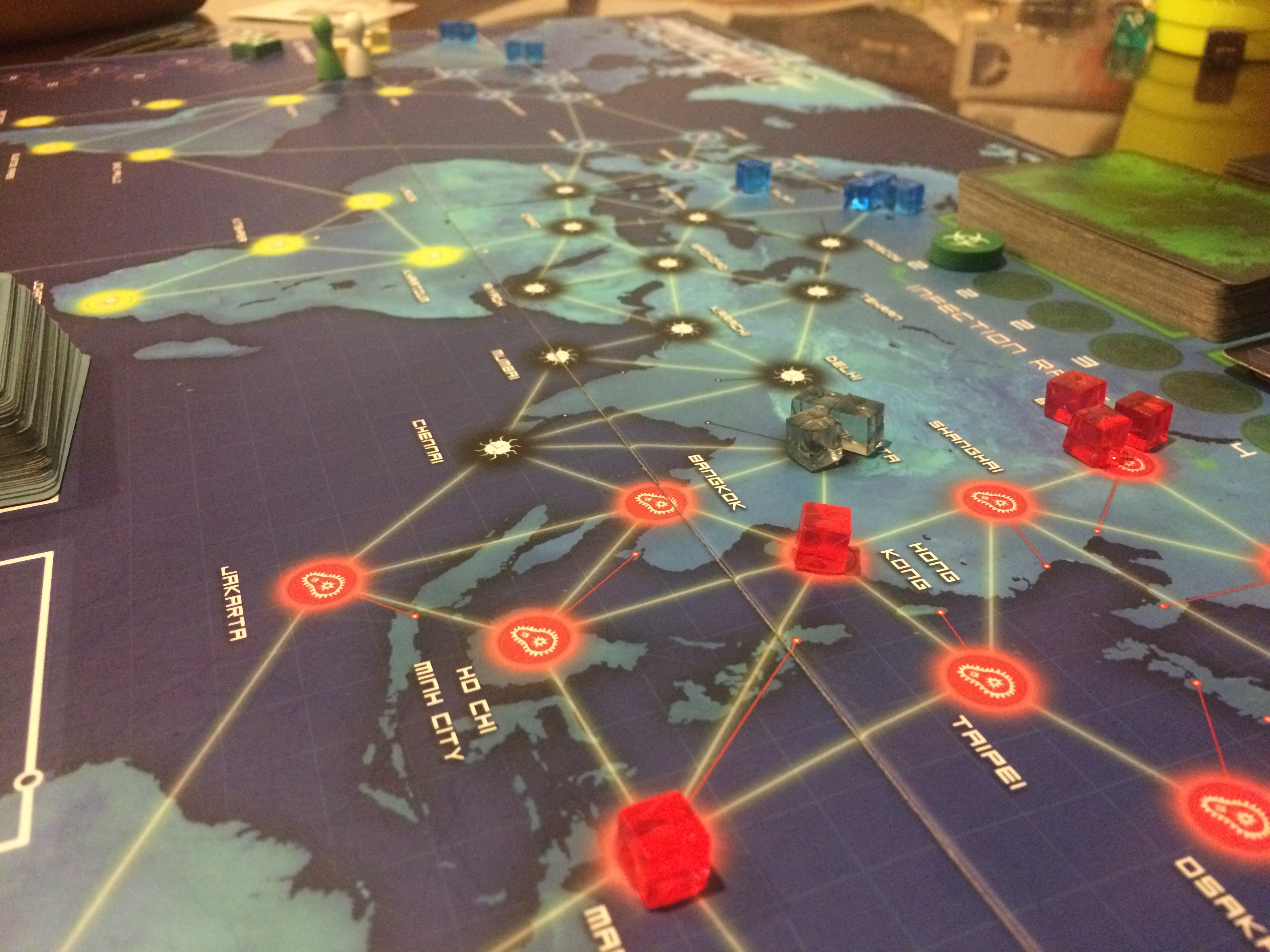
Гра в процесі

Завдання Пандемії полягає в тому, аби гравці, у своїх випадково вибраних ролях, працювали спільно, щоб зупинити поширення чотирьох захворювань  та вилікувати їх до появи пандемії. Гра складається з ігрової дошки, що являє собою мережу, що з'єднує 48 міст на карті світу (в українській версії на карті замість Москви - Київ), дві колоди карт (картки гравців та картки зараження), 96 кубиків (по 24 кубики на один з чотирьох кольорів) де кожен колір символізує одну з чотирьох хвороб, шість дослідницьких станцій, і фігурки гравців. Карти гравця містять картки з назвою кожного міста (тими самими що й на дошці); Картки подій, які можна грати в будь-який час (крім деяких подій у доповненнях) для створення корисних дій; та епідемічні картки. Карти інфекції складаються з однієї картки для кожного міста на дошці та кольору захворювання, яке розпочнеться там. На початку гри картки з інфекціями випадковим чином складаються для заповнення дошки інфекціями, розміром від 1 до 3 кубів для кількох міст. Гравці починають гру в Атланті, в будинку Центра контролю захворювань, їм надається випадкова роль, а кількість карт гравців залежить від кількості гравців. 
У свій хід гравець може здійснити до 4 дій, що складаються з будь-якої комбінації з 8 можливих дій (для деяких з них потрібні карти, включаючи лікування). Після виконання своїх дій гравець бере дві картки Гравця, зменшуючи кількість наявних в руці карт до семи, якщо це необхідно.  Якщо будь-яка, з взятих, карта — це епідемічна карта, гравець переміщує маркер швидкості зараження на одну клітинку вперед, витягує карту з нижньої частини колоди інфекції та розміщує три кубики в місті відповідному карті, кладе цю карту в купу скидання карт зараження, перемішує повторно кучу скидання, і поміщає її на вершину колоди інфекції (так що тільки що витягнуті картки незабаром знову з’являться, якщо незабаром не з’явиться ще одна Епідемія). Після того як дві картки Гравця(Епідемія чи інша) розкриваються, відкривається ряд карт зараження (кількість цих карт збільшується протягом гри та відповідає маркеру швидкості зараження), а по одному кубу вказаного кольору розміщується на кожному взятому місті. Якщо в місті вже є три кубики хвороби і потрібно додати ще один куб, виникає спалах, то кожне місто, пов’язане з містом де виник спалах, отримує один куб такого кольору. Це може створити ланцюгову реакцію у багатьох містах, якщо кілька з них вже мають три кубики хвороби. Після того, як інфекції будуть вилікувані, гравець зліва має ходити. 
Гра закінчена, якщо гравці або виграють (виявивши ліки проти усіх чотирьох захворювань), або програють (якщо в містах на карті з'явилось 8 спалахів хвороб, або не вистачає кубиків хвороби будь-якого кольору, або скінчилися картки Гравця). 
Задля перемоги в грі, гравцям надаються ролі які дозволяють їм частково змінювати вищезазначені правила. П'ять ролей були представлені з оригінальною основною грою, у другому виданні їх стало сім, також доповненнями гри були додані додаткові ролі. Наприклад, медик здатний вилікувати (прибрати) всі кубики в місті однією дією або, якщо знайдено ліки проти однієї з чотирьох хвороб, він може видалити кубики цього кольору в місті, в якому він знаходиться, навіть не витрачаючи жодної дії, тоді як вченому потрібно лише чотири картки одного кольору, щоб виявити ліки (замість 5). Гравцям також допомагають картки Подій, які дозволяють проводити подібні одноразові дії, такі як безпосереднє видалення кількох кубиків хвороби або негайне будівництво дослідницької станції.

## Комплектація гри
Базовий набір гри «Пандемія» включає в себе:
- Ігрове поле
- 7 карт ролей
- 7 фішок гравців
- 6 фішок дослідних станцій
- 96 кубиків хвороб (по 24 чотирьох кольорів: чорні, сині, червоні, жовті)
- Маркер рівня захворюваності
- Маркер спалахів
- 4 маркери ліків
- 48 карт міст
- 48 карт зараження
- 6 карт епідемій
- 5 карт подій
- 4 карти-пам'ятки
- Правила

## Спінофи

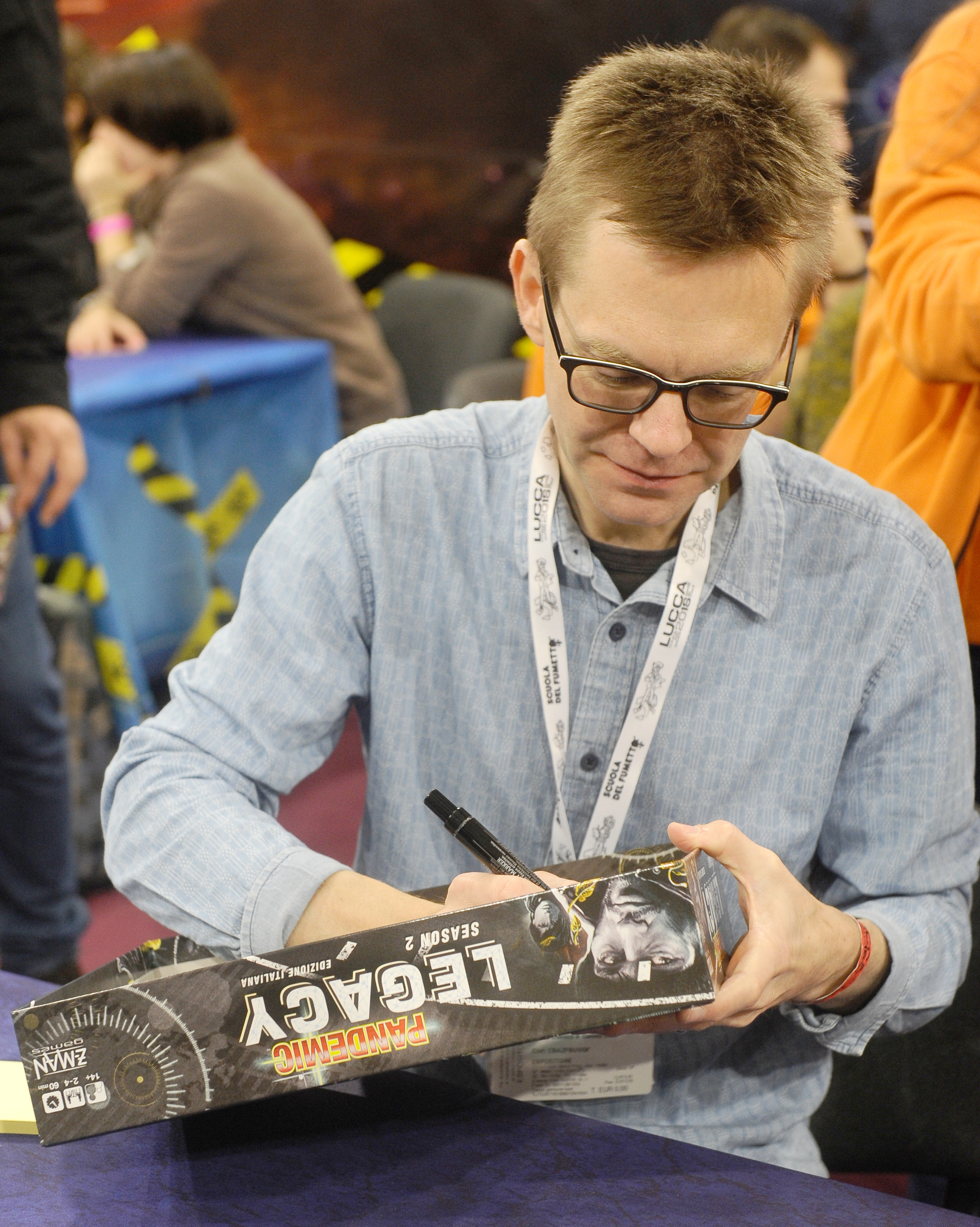
Метт Лікок підписує копію Pandemic Legacy: Season 2 на Lucca Comics & Games 2018

Z-Man Games випустила кілька спінофів та альтернативних версій Пандемії, всі вони є окремими іграми і не сумісні з оригіналом або одна з одною, за винятком серії Hot Zone. 

### Pandemic: The Cure
Випущена у 2014 році, Pandemic: The Cure — це гра на основі кубиків, що використовує подібні правила до оригінальної настільної гри, але зменшує кількість міст і робить результат ходу залежним від кидків кубиків. У листопаді 2016 року до гри було випущено розширення Pandemic: The Cure - Experimental Meds, яке додає п’яту хворобу та новий механізм гарячої зони.

### Pandemic: Contagion
Pandemic: Contagion — це карткова версія гри, вперше представлена на Spiel у 2014 році. У ній гравці виступають у ролі хвороб, і, на відміну від базової гри, вони не співпрацюють. Мета гри — знищити людство, поширюючи інфекції.

### Pandemic Legacy
- Season 1 — Випущена у жовтні 2015 року[12], ця версія є єврогрою з елементами Legacy, де правила та ігрове поле змінюються постійно після кожної партії. Гра розроблена Меттом Лікоком і Робом Давіау.

- Season 2 — Випущена у жовтні 2017 року[13], дія відбувається через 71 рік після подій першого сезону. Правила змінено, щоб включити нову механіку дослідження.

- Season 0 — Випущена у жовтні 2020 року, ця гра є приквелом, дія якого відбувається під час Холодної війни.[14]

### Pandemic: Reign of Cthulhu
Pandemic: Reign of Cthulhu, розроблена Меттом Лікоком і Чаком Єгером, була випущена на GenCon у 2016 році. У цій версії гравці протистоять окультистам, щоб запобігти викликанню чудовиська Ктулху.

### Pandemic Survival Series
Pandemic Survival — це серія ігор, які охоплюють певний історичний або локальний контекст, на відміну від глобальної карти.
- Pandemic: Iberia (2016) — Події відбуваються на Іберійському півострові у 1848 році. Представлено нові механіки очищення води та розвитку залізниць.

- Pandemic: Rising Tide (2017) — Події відбуваються у Нідерландах, де гравці мають захищати країну від повені.

- Pandemic: Fall of Rome (2018) — Гравці опиняються у 395 році н.е., захищаючи Римську імперію від навали племен.

### Pandemic: Rapid Response
Pandemic: Rapid Response (2019) — це кооперативна гра в реальному часі, де гравці виконують роль команди швидкого реагування, забезпечуючи постраждалі міста необхідними ресурсами.

### Pandemic: Hot Zoneсерія
Серія Hot Zone пропонує швидші та компактніші версії Pandemic з меншою картою світу та трьома хворобами.
- Pandemic: Hot Zone - North America (2020) — додає картки «Кризи» для підвищення складності.[18]

- Pandemic: Hot Zone - Europe (2021) — включає картки «Мутації» з унікальними правилами.[19]

### Ігри Pandemic System
У 2019 році Z-Man Games почала маркувати спінофи Pandemic як Pandemic System, щоб підкреслити їх самостійність.
- World of WarCraft: Wrath of the Lich King (2021) — гравці борються із нежиттю Короля Ліча у всесвіті World of Warcraft.

- Star Wars: The Clone Wars (2022) — дія гри відбувається під час Клонічних війн у всесвіті Star Wars. Гравці грають за джедаїв, борючись проти армії сепаратистів.